# Inkwil
Inkwil là một đô thị ở huyện Oberaargau  trong bang Bern ở Thụy Sĩ. Đô thị này có diện tích 3,38 km², dân số năm 2020 là 628 người.